# Louis-Simon Boizot
Pour les articles homonymes, voir Boizot.

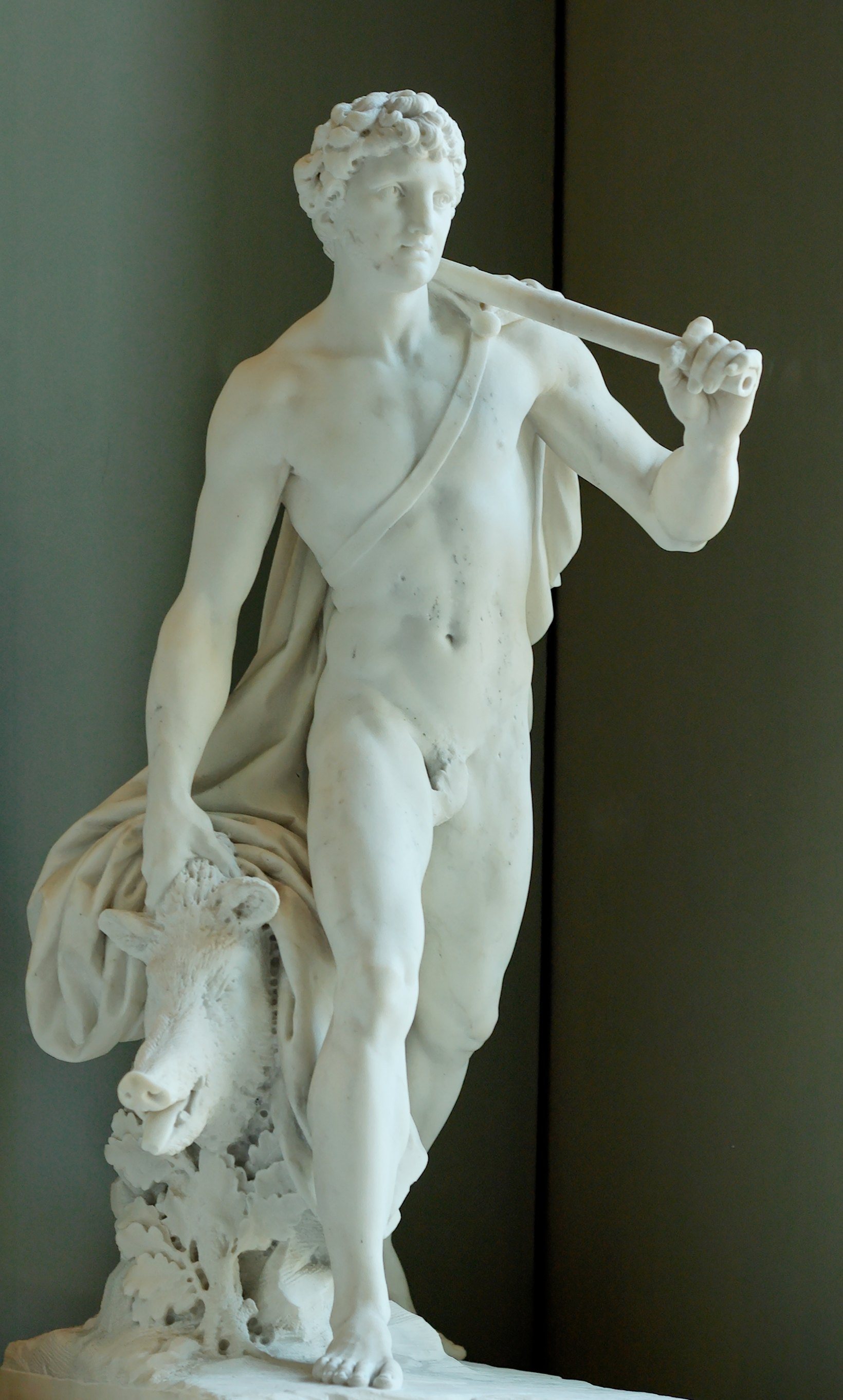
Méléagre (1778), marbre, Paris, musée du Louvre.

Louis-Simon Boizot, né à Paris le 9 octobre 1743 et mort dans la même ville le 10 mars 1809, est un sculpteur néo-classique français.

## Biographie
Fils du peintre Antoine Boizot et frère aîné de la graveuse Marie-Louise-Adélaïde Boizot, Louis-Simon Boizot est l'élève du sculpteur Michel-Ange Slodtz lorsqu'il remporte, en 1762, le premier prix de Rome en sculpture sur le thème de La Mort de Germanicus. Il intègre alors l'École royale des élèves protégés. Ce succès lui permet également de partir pour Rome en 1765 où  il séjourne pendant cinq ans à l'Académie de France. Agréé par l'Académie dès son retour en France, il ne devient toutefois académicien qu'en 1778 avec une statue de Méléagre. Dès 1773, il expose au Salon.[réf. nécessaire]
Il est nommé professeur à l'École des beaux-arts le 21 décembre 1805 ; il y est remplacé par Philippe-Laurent Roland en 1809 et membre de l'Institut.[réf. nécessaire]
Hormis des commandes impériales de Catherine II de Russie alors qu'il se trouve à Rome, Boizot travaille majoritairement pour la capitale française en créant principalement des décors sculptés pour des bâtiments publics tels que le palais Bourbon (1772), l'église Sainte-Geneviève (1776-1777) ou l'église Saint-Sulpice (1777-1787).[réf. nécessaire]
En 1783, le comte d'Angiviller lui demande, dans le cadre de la série de portraits des « Grands Hommes », une statue de Racine. La reine Marie-Antoinette lui commande entre autres deux bustes : l'un de Louis XVI, l'autre de son frère l'empereur d'Autriche Joseph II.[réf. nécessaire]
Boizot acquiert toutefois une notoriété certaine lorsqu'il succède, en 1773, au sculpteur Falconet[réf. nécessaire] à la tête des ateliers de sculptures de la Manufacture de Sèvres. Jusqu'en 1785, il créa de petits modèles allégoriques selon les nouveaux canons néo-classiques qui tranchaient avec la tradition élégante et gracieuse qui prévalait jusqu'alors.[réf. nécessaire] Il a aussi travaillé pour la très réputée manufacture Dihl et Guérhard rue du Temple à Paris avant 1809 (pendant son temps à Sèvres).

## Œuvres dans les collections publiques
- Ajaccio, musée de la Maison Bonaparte : d'après Louis-Simon Boizot, Portrait de Bonaparte premier consul, buste en bronze.
- Auch, musée des Jacobins : Portrait de Louis XVI, buste en marbre.
- Brest : Louis XV, statue en pied.
- Fontainebleau, château : d'après Louis-Simon Boizot par Josse-François-Joseph Leriche, La Nourrice, La Toilette, Le Déjeuner, trois éléments d'un surtout de table, biscuits de porcelaine dure.
- La Rochelle, musée du Nouveau Monde : 
  - La Fraternité ou la mort, 1793, biscuit[3].
  - Moi égal à toi, moi libre aussi, 1794, biscuit[4].
- Limoges, musée Adrien-Dubouché : 
  - d'après Louis-Simon Boizot, L'Amour discret, biscuit ;
  - d'après Louis-Simon Boizot, Portrait de Bonaparte premier consul, buste, biscuit.
- Paris :
  - Comédie-Française, foyer du théâtre : Jean Racine, buste en marbre.
  - Église Saint-Sulpice :
    - Le Baptême de Jésus ;
    - Jean-Baptiste.

  - musée Carnavalet :
    - Victoire, ou L'Immortalité, dans les jardins ;
    - d'après Louis-Simon Boizot, Allégorie de la République.

  - musée du Louvre :
    - Grand Prêtre, buste, modèle en terre cuite[5] ;
    - Jean Racine, Salon de 1787, statue en marbre[6] ;
    - Marie-Antoinette, reine de France, Salon de 1781, buste en marbre[7] ;
    - Méléagre, 1778, groupe en marbre ;
    - Vestale, buste, modèle en terre cuite[8] ;
    - L'Amour (1772), statue en marbre.
      - département des objets d'art :
        - d'après Louis-Simon Boizot, Marie-Antoinette, reine de France, 1782, buste en porcelaine dure[9] ;
        - d'après Louis-Simon Boizot, La Grande Prêtresse (1775), buste en biscuit de porcelaine tendre[10] ;
        - d'après Louis-Simon Boizot, Vénus faisant couronner la Beauté, modèle de 1775, biscuit de porcelaine dure[11] ;
        - d'après Louis-Simon Boizot, Vénus nourrissant l'Amour, 1787, chandelier à deux branches, biscuit de porcelaine dure, marbre noir, bronze doré[12] ;
        - Grand Vase à fond beau bleu, 1783, modèle de Boizot, bronzes de Pierre-Philippe Thomire, socle d'après un modèle de Henri de Triqueti, porcelaine dure, bronze doré[13].

      - Chalcographie : D'après Louis-Simon Boizot, gravé par Louis Darcis, Le Gouvernement protège le Commerce (1796), eau-forte.

  - Palais de l'Élysée : d'après Louis-Simon Boizot, Portrait de Marie-Antoinette, reine de France, buste en marbre.
  - place du Châtelet, fontaine du Palmier : Victoire, ou L'Immortalité, surmontant la colonne.
  - place Vendôme, colonne Vendôme : plusieurs des bas-reliefs.
- Rueil-Malmaison, châteaux de Malmaison et Bois-Préau :
  - d'après Louis-Simon Boizot, par François Rémond, Le Philosophe et L'Étude, feu, bronze ;
  - d'après Louis-Simon Boizot, Portrait de Bonaparte premier consul, buste en bronze sur socle de marbre jaune ;
  - d'après Louis-Simon Boizot, Tête d'étude d'un grand homme, estampe.
- Sèvres, musée national de Céramique :
  - L'Offrande à l'Amour, 1776, groupe en terre cuite ;
  - L'Offrande à l'Hymen, groupe en terre cuite ;
  - La Beauté couronnée par les Grâces, 1775, groupe en terre cuite ;
  - La Beauté couronnée par les Grâces, 1775, groupe en biscuit de porcelaine dure ;
  - La Fête des Bonnes Gens, groupe, terre cuite ;
  - Prométhée, biscuit de porcelaine dure ;
  - Cérès d'après l'antique (1808), statuette en plâtre, archives de la manufacture de Sèvres ;
  - d'après Louis-Simon Boizot, L'Amitié désignant l'emplacement de son cœur, 1781, biscuit de porcelaine dure ;
  - d'après Louis-Simon Boizot, La Méditation, 1775, biscuit de porcelaine dure ;
  - d'après Louis-Simon Boizot, Portrait de La Tour d'Auvergne, buste, biscuit ;
  - d'après Louis-Simon Boizot, Portrait du général Kléber, buste, biscuit ;
  - d'après Louis-Simon Boizot, Jean-Nicolas-Alexandre Brachard, La Femme au bain ou La Baigneuse (1813), biscuit de porcelaine dure ;
  - d'après Louis-Simon Boizot, La Baigneuse à l'éponge, biscuit de porcelaine dure ;
  - d'après Louis-Simon Boizot, Les Oies du frère Philippe, 1789, biscuit de porcelaine dure : d'après le conte de La Fontaine ;
  - d'après Louis-Simon Boizot, L'Insomnie ou La Chercheuse de puces, 1809, biscuit de porcelaine dure ;
  - d'après Louis-Simon Boizot, La Nourrice, 1774, biscuit de porcelaine dure ;
  - d'après Louis-Simon Boizot, L'Amour sans quartier, 1780, biscuit de porcelaine dure ;
  - d'après Louis-Simon Boizot, L'Innocence, biscuit de porcelaine dure ;
  - d'après Louis-Simon Boizot, Josse-François-Joseph Leriche, La Rosière de Salency, 1776, biscuit de porcelaine dure ;
  - d'après Louis-Simon Boizot, L'Amérique, biscuit de porcelaine dure ;
  - d'après Louis-Simon Boizot, La Mélancolie, vers 1780, biscuit de porcelaine dure ;
  - d'après Louis-Simon Boizot, La Justice et La Prudence, 1795, statuettes, biscuit de porcelaine dure ;
  - d'après Louis-Simon Boizot, L'Apothéose de Catherine II, 1779, dite aussi Le Groupe du Parnasse, surtout du service de Catherine II de Russie, biscuit de porcelaine dure ;
  - d'après Louis-Simon Boizot, L'Autel Royal, 1775, biscuit de porcelaine dure.
  - avec Jean-Jacques Lagrenée Le Jeune, 1787-88, bol-sein.
- Versailles, musée national des châteaux de Versailles et de Trianon :
  - Portrait de Louis XVI, 1777, buste en marbre ;
  - Portrait de Joseph II (1741-1790), 1777, buste en marbre ;
  - Attaque des lignes de Wissembourg par le général Hoche le 28 décembre 1793, 1800, relief en marbre ;
  - Bataille de Neuwied remportée par le général Hoche le 18 avril 1797, 180), relief en marbre ;
  - Pacification de la Vendée par le général Hoche en 1796, 1800, relief en marbre ;
  - Prise du fort Penthièvre à Quiberon par le général Hoche le 21 juillet 1795, 1800, relief en marbre ;
  - Portrait de Barthélemy Catherine Joubert, général en chef (1769-1799), vers 1801, buste en marbre ;
  - Portrait de Thomas Prosper Jullien (ou Julien), aide de camp du général Bonaparte, capitaine (1773-1798), vers 1803, buste en marbre[14] ;
  - d'après Louis-Simon Boizot, Portrait de Louis Jean-Marie Daubenton, 1835, buste en plâtre ;
  - d'après Louis-Simon Boizot, par Josse-François-Joseph Leriche, L'Offrande à l'Hymen, vers 1780, groupe en biscuit de porcelaine dure ;
  - d'après Louis-Simon Boizot, par Josse-François-Joseph Leriche, L'Offrande à l'Amour, vers 1780, groupe en biscuit de porcelaine dure ;
  - d'après Louis-Simon Boizot, Feux aux lions, bronze ciselé doré ;
  - d'après Louis-Simon Boizot, La Toilette de Vénus, 1780, biscuit de porcelaine dure ;
  - d'après Louis-Simon Boizot, Portrait de Louis XVI, buste, biscuit de porcelaine dure ;
  - d'après Louis-Simon Boizot, Portrait de Marie-Antoinette, reine de France, 1774, buste, biscuit de porcelaine dure ;
  - d'après Louis-Simon Boizot, Josse-François-Joseph Leriche, Vestale, vers 1788, biscuit de porcelaine dure ;
- Vizille, musée de la Révolution française : Le temps dévoile la vertu.

## Galerie

Œuvres de Louis-Simon Boizot
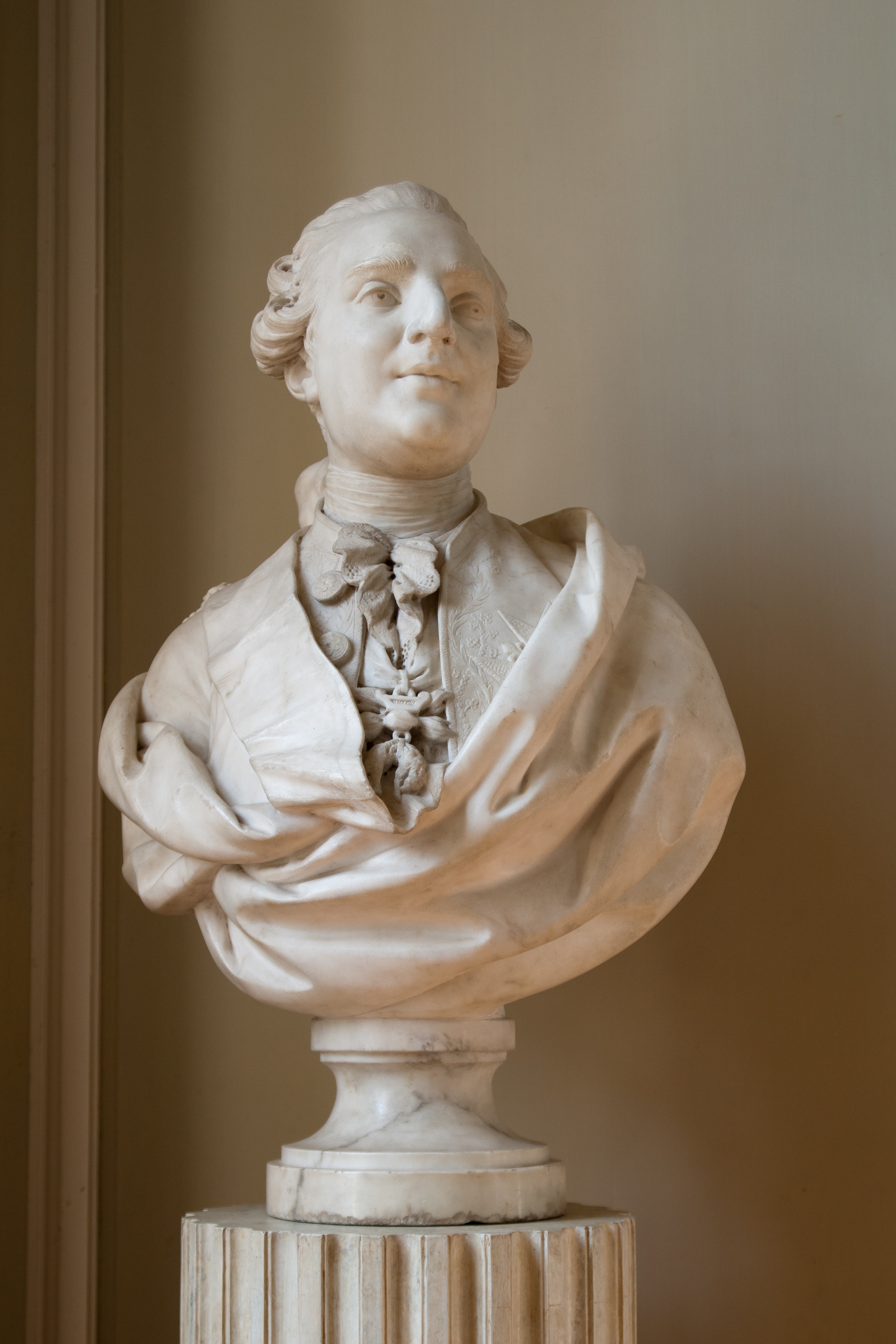
Louis XVI (1777), marbre, château de Versailles.
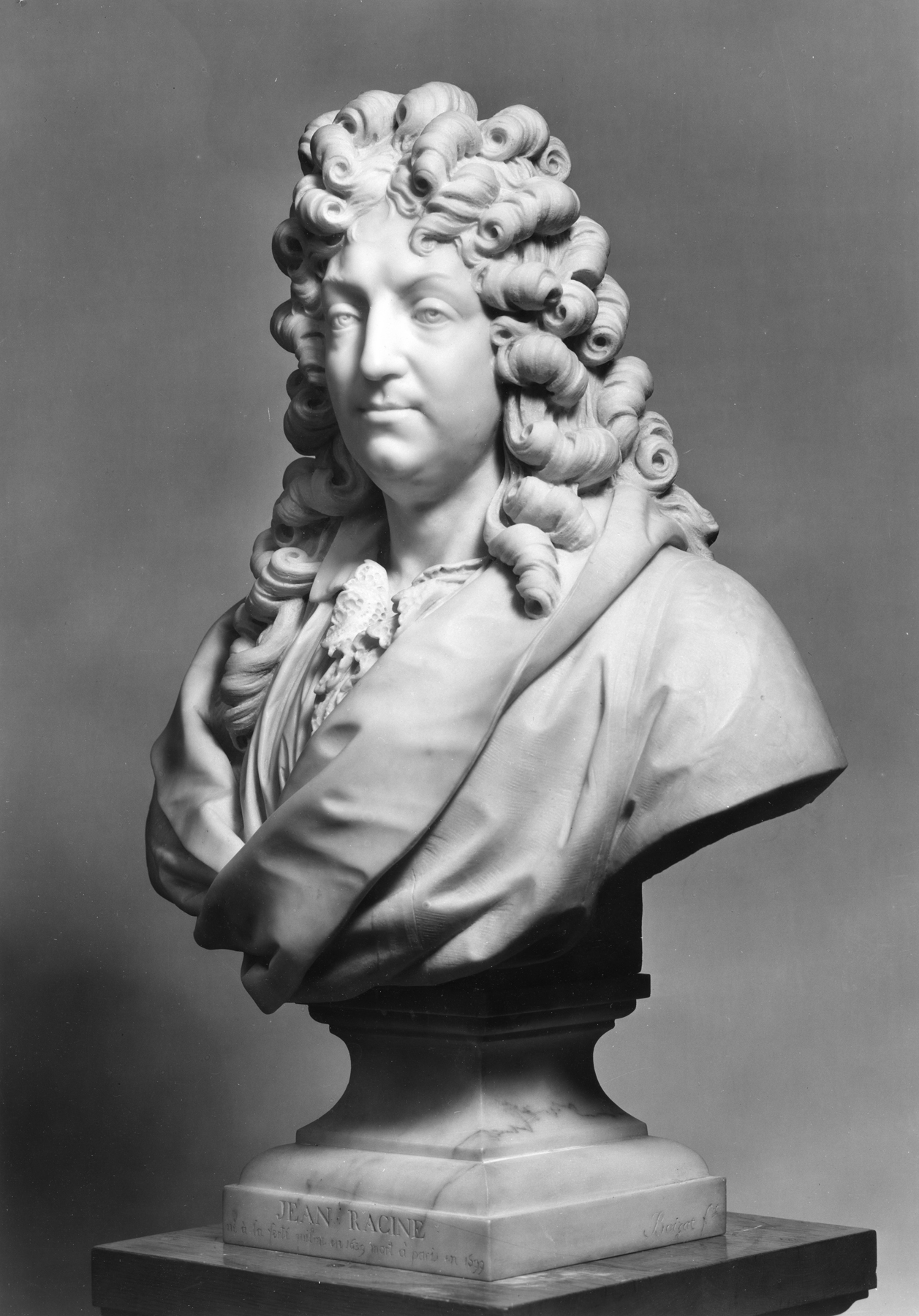
Jean Racine (vers 1779), marbre, Baltimore, Walters Art Museum.
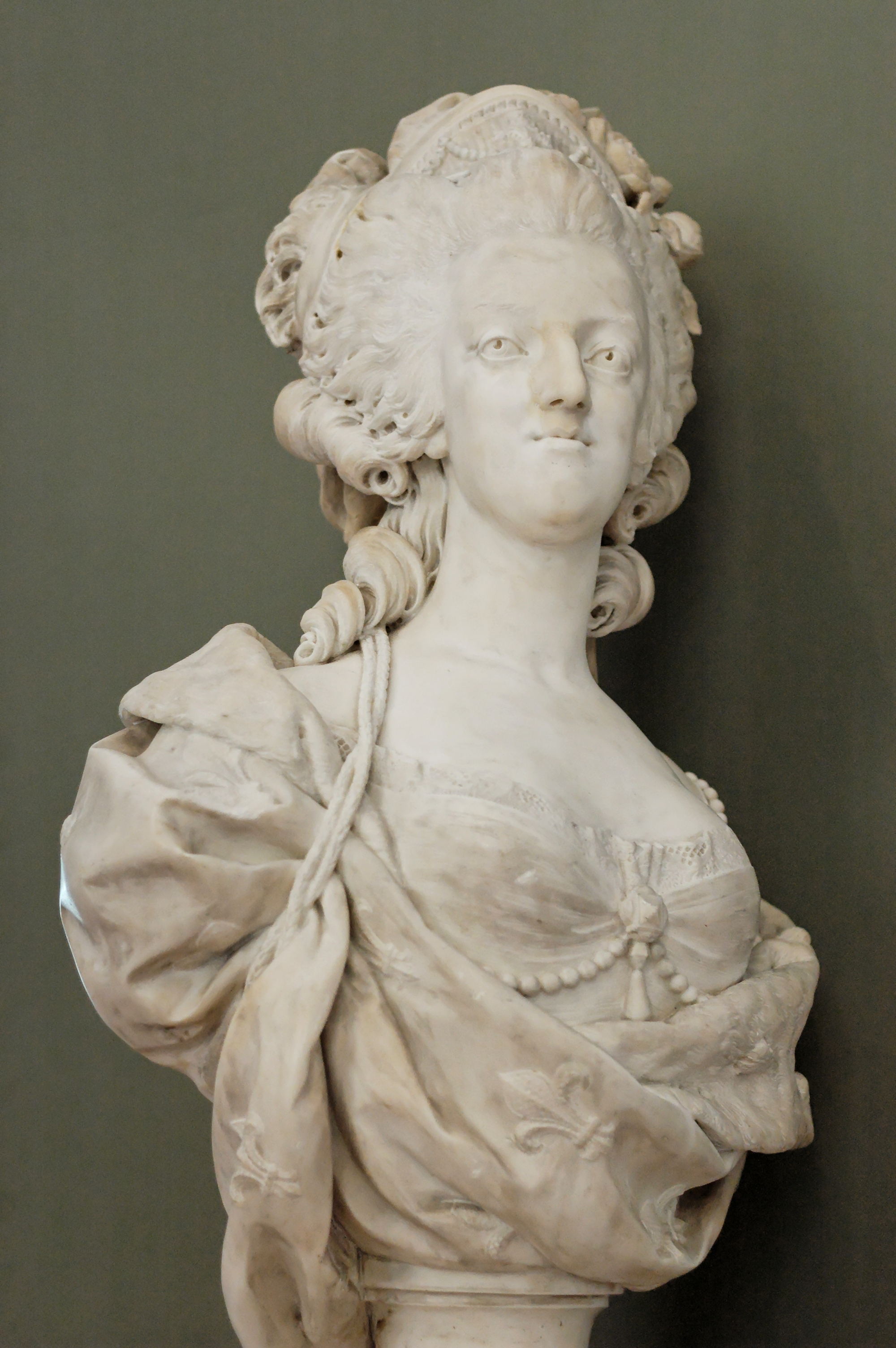
Marie-Antoinette, reine de France (1781), marbre, Paris, musée du Louvre.
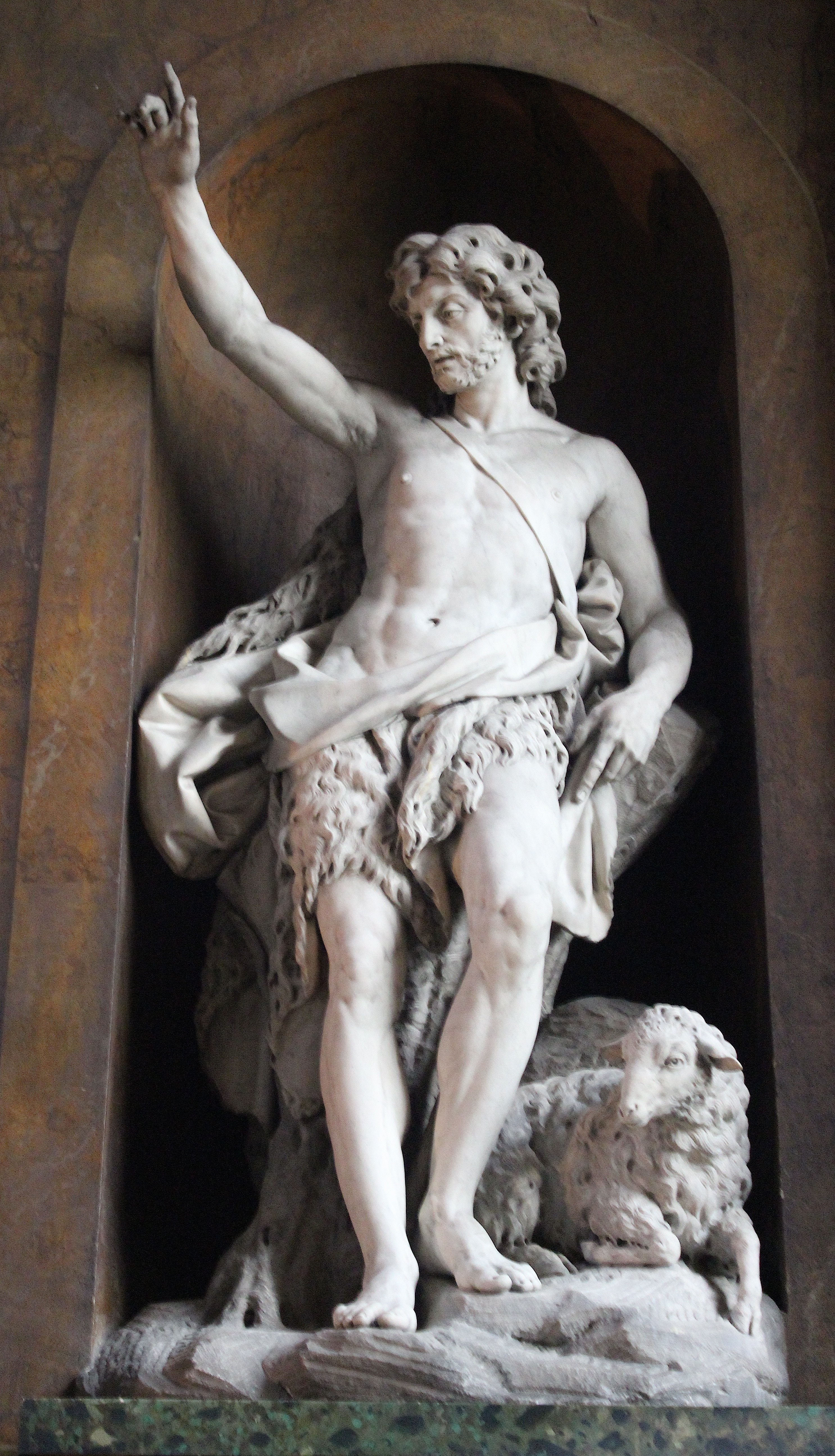
Saint Jean-Baptiste (1785), marbre, Paris, église Saint-Sulpice.
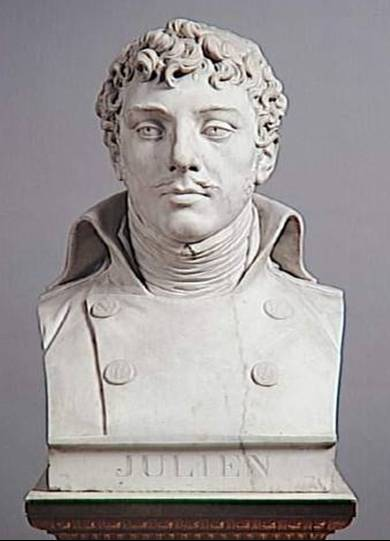
Thomas Prosper Jullien, aide de camp de Bonaparte en Egypte (1803), marbre, Paris, château de Versailles.
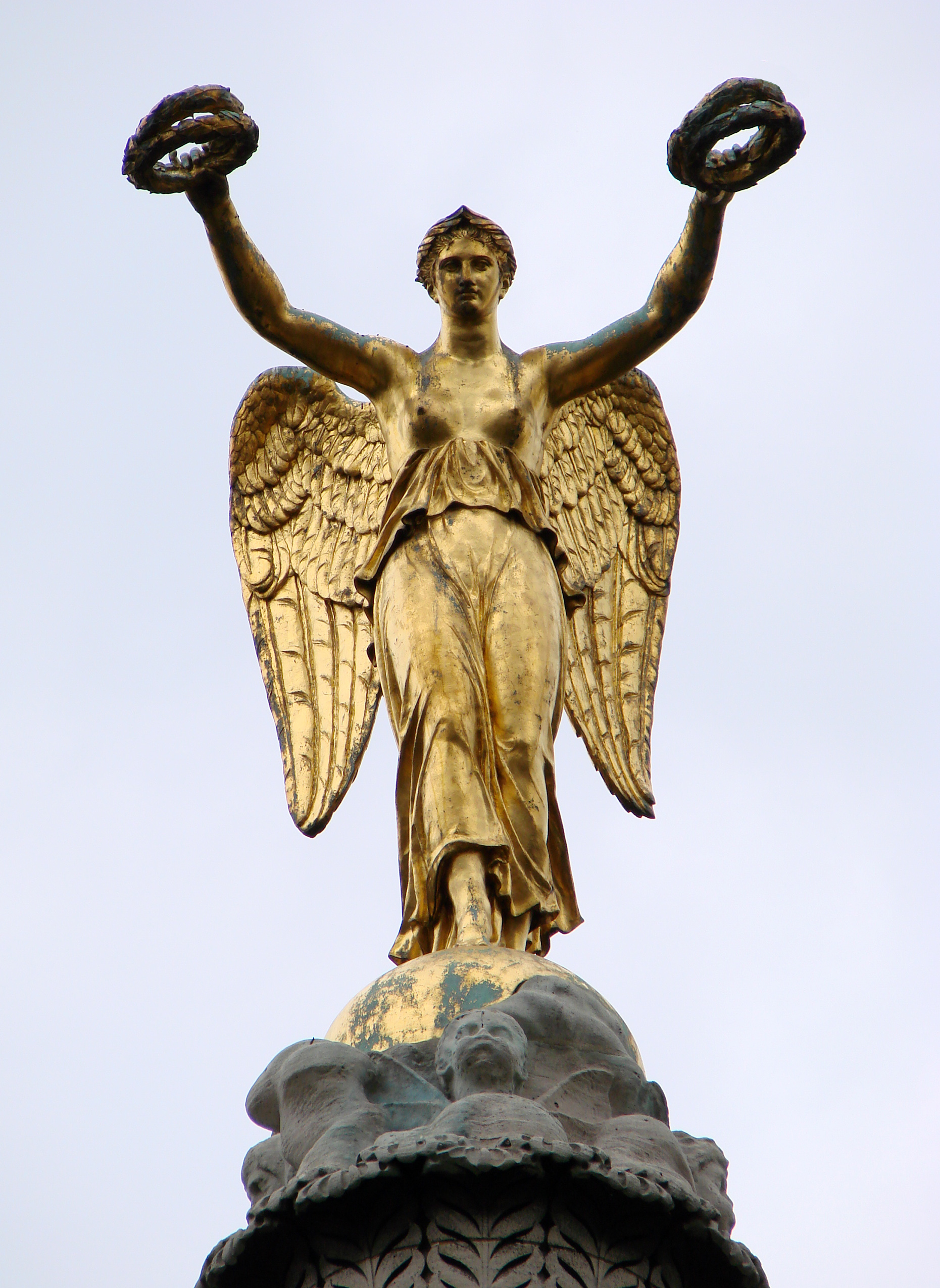
L'Immortalité, ou La Victoire (1808), bronze doré, Paris, place du Châtelet, détail de la fontaine du Palmier.

Biscuits de Sèvres d'après Louis-Simon Boizot
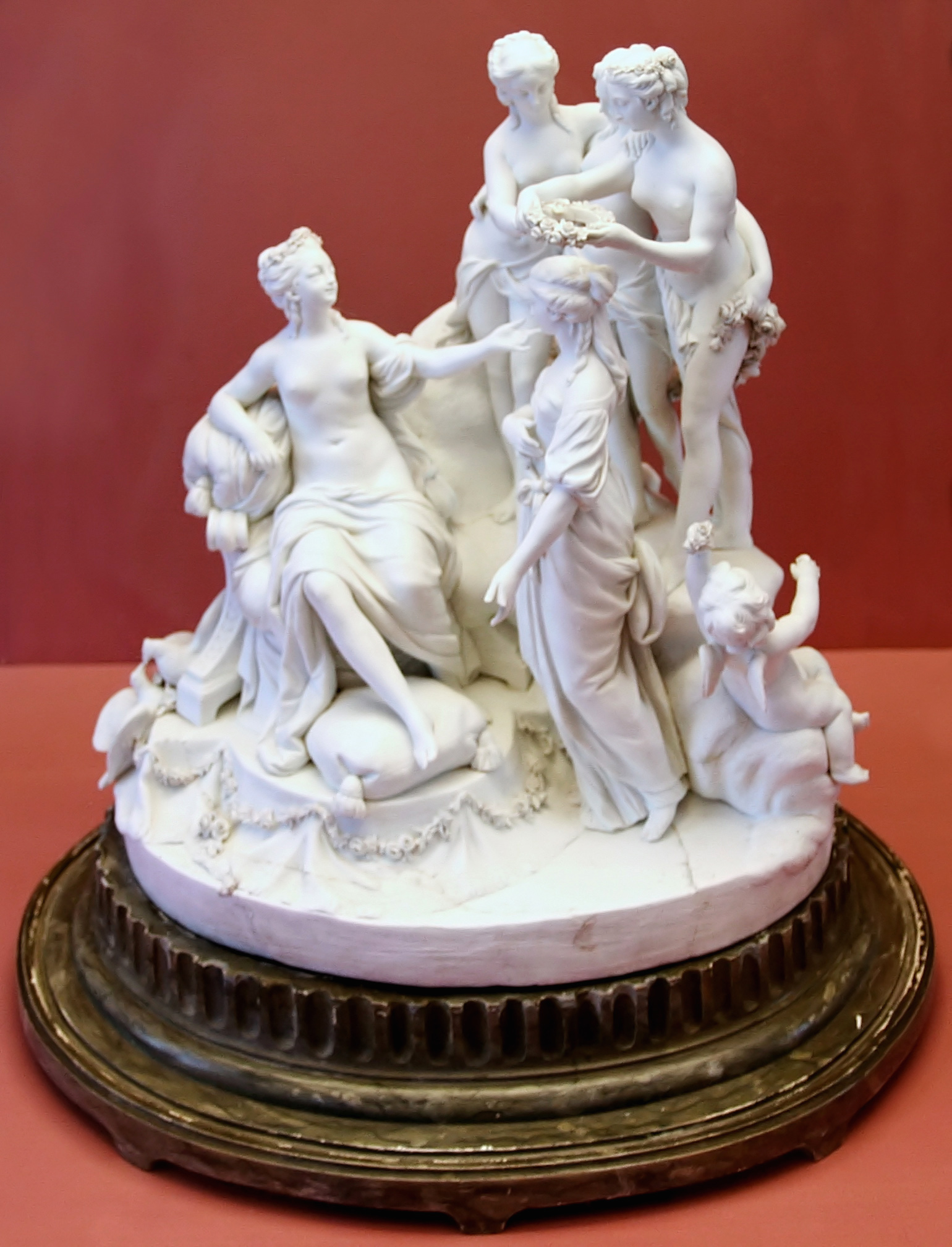
Vénus faisant couronner la Beauté, biscuit de porcelaine dure, Paris, musée du Louvre.
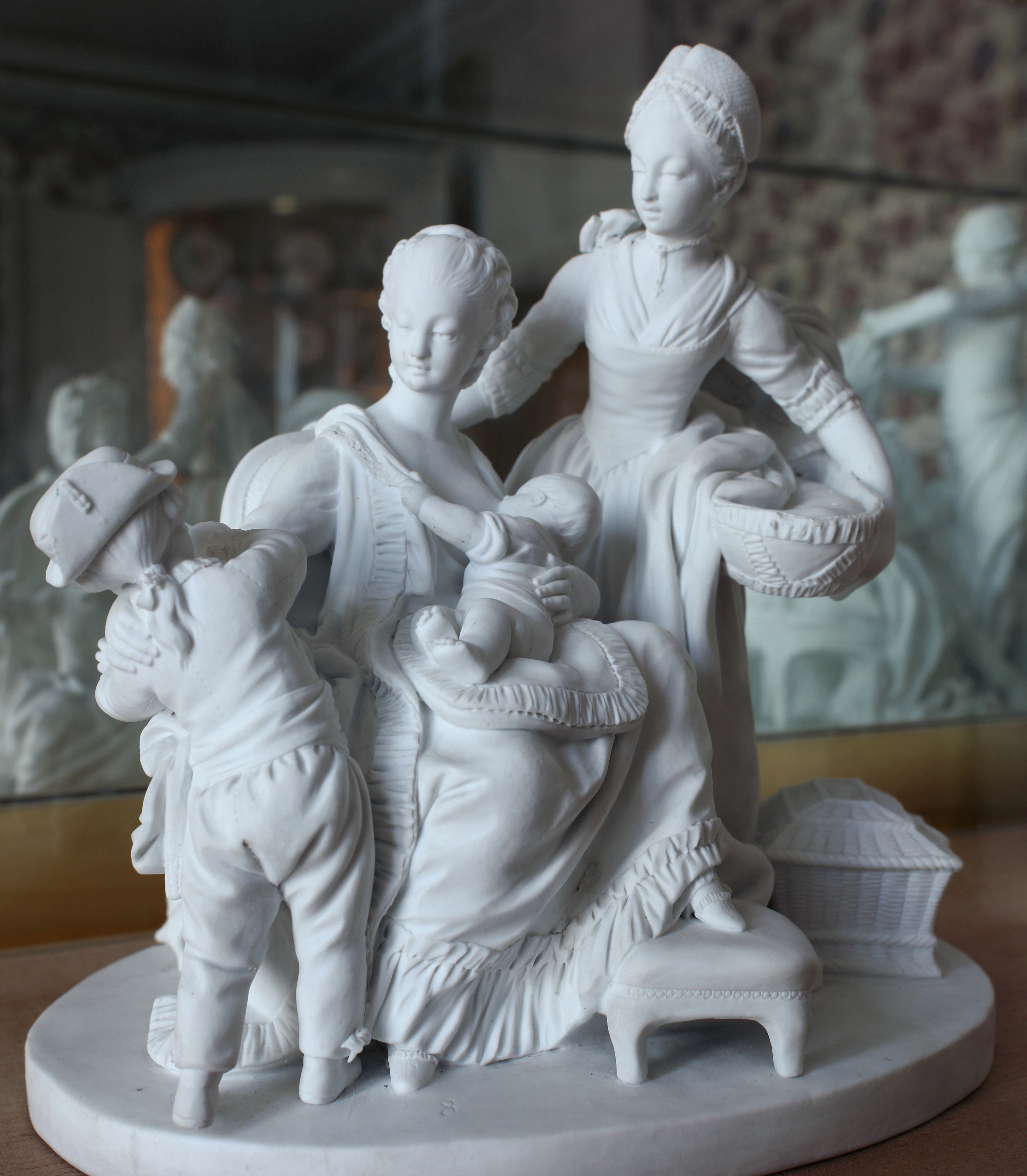
La Nourrice (1775), biscuit de porcelaine dure, château de Versailles.
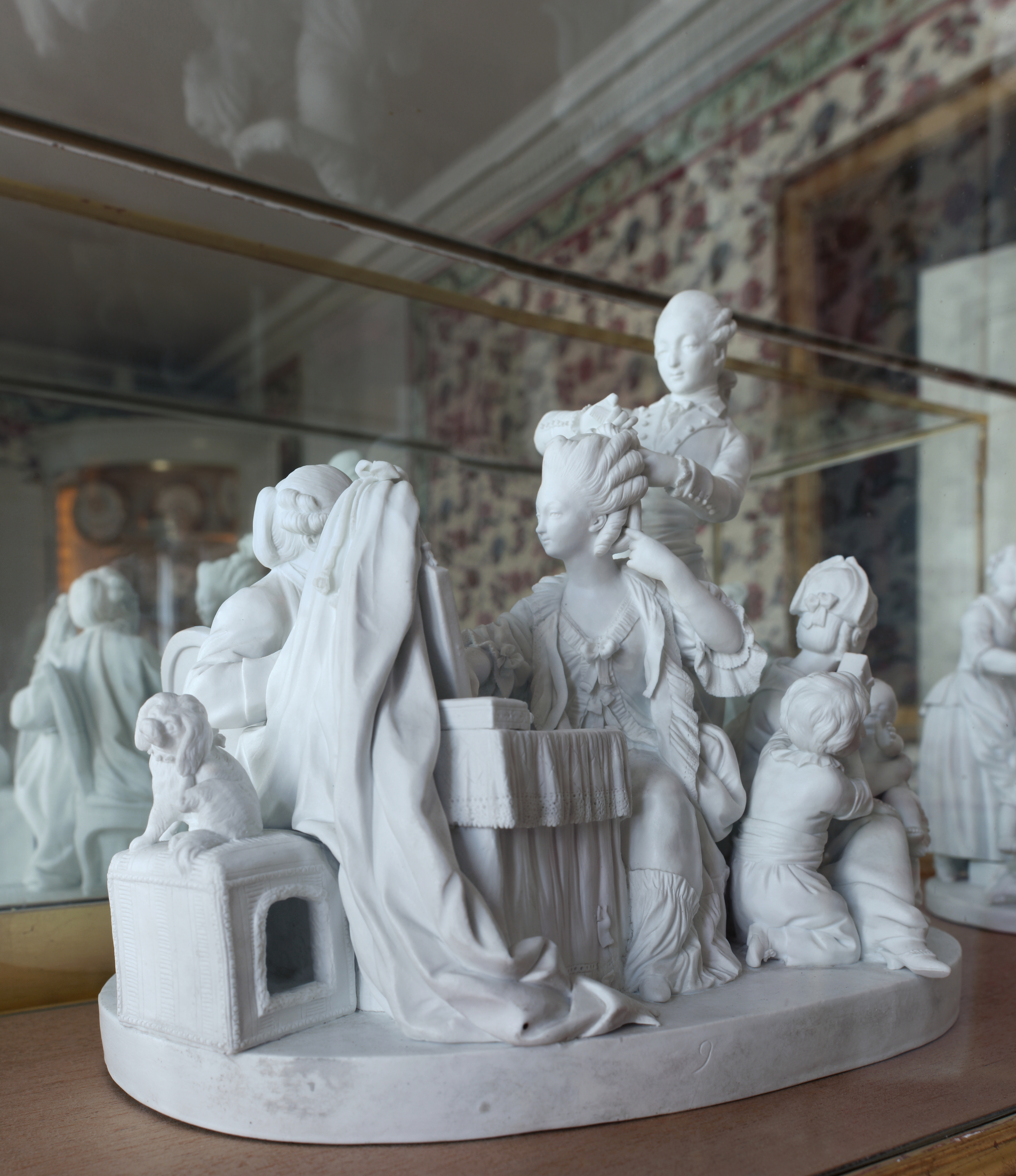
La Toilette (1775), biscuit de porcelaine dure, château de Versailles.
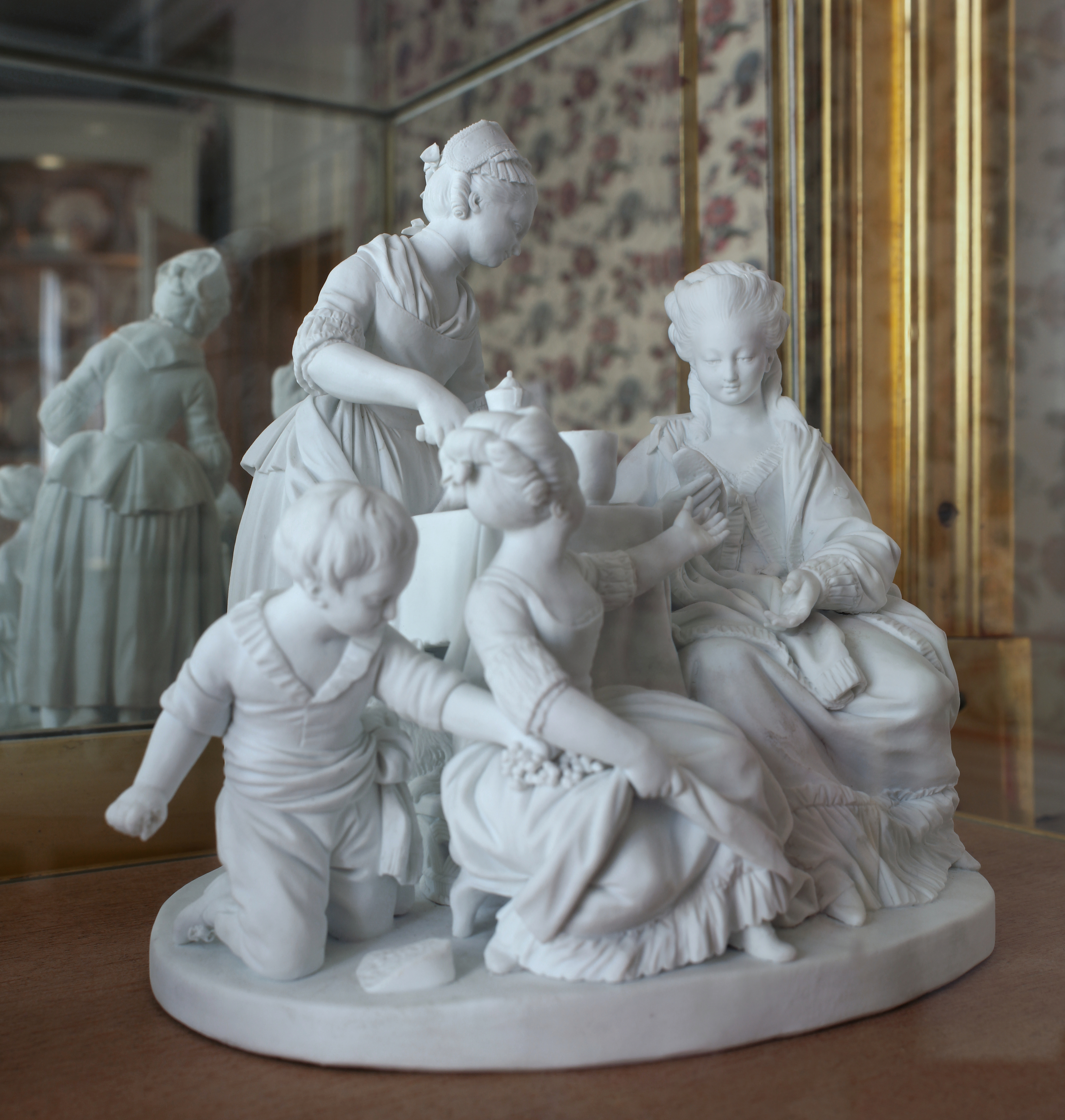
Le Déjeuner (1775), biscuit de porcelaine dure, château de Versailles.

### Sources
- Collectif, Skulptur aus dem Louvre. Sculptures françaises néo-classiques. 1760-1830, [catalogue d'exposition], Paris, musée du Louvre, 1990, p. 312-313.
- Catherine Gendre (dir.) et al., Louis-Simon Boizot 1743-1809 : Sculpteur du roi et directeur de l'atelier de sculpture à la Manufacture de Sèvres (catalogue d'exposition), Paris, Somogy éditions d'Art et Musée Lambinet, 2001 (ISBN 2-85056-494-X, EAN 9782850564949).